# Татидзаки, Фуюко
Фуюко Татидзаки (яп. 立崎 芙由子 Татидзаки Фуюко, в девичестве Судзуки (鈴木); род. 13 января 1989, Китаакита, Акита) — японская биатлонистка. Участница Олимпийских игр 2010 года и двух чемпионатов мира, двукратный призёр Азиатских игр 2011 года. Жена биатлониста Микито Татидзаки. Проходит службу в спортивном подразделении Сил самообороны Японии, носит звание сержанта 3-го класса.

## Карьера
В Кубке мира Судзуки дебютировала в сезоне 2008/09 на этапе в Оберхофе, поделив 45-е место в спринте с чешкой Магдой Резлеровой. В том же сезоне ей удалось дебютировать на чемпионате мира в Пхёнчхане, но лучшим её личным результатом стало 87-е место в индивидуальной гонке. На Олимпийских играх 2010 года в Ванкувере Фуюко стала 44-й в спринте, 54-й в преследовании и поделила 53-е место с китаянкой Сун Чаоцин в индивидуальной гонке.
Лучшее достижение спортсменки на чемпионатах мира — 18-е место в индивидуальной гонке на чемпионате мира 2012 года в Рупольдинге и масс-старте на чемпионате мира 2015 года в Контиолахти.
В сезоне 2017/2018 в Холменколлене Татидзаки финишировала пятой в спринте, а в гонке преследования улучшила результат, финишировав четвёртой.
На зимних Азиатских играх 2011 года в Алма-Ате завоевала «серебро» в индивидуальной гонке и «бронзу» в эстафете.
После сезона 2022/2023 завершила карьеру.

## Результаты

### Участие в Олимпийских играх
| Год  | Место проведения | Инд | Спр | Пр | МС | Эст | См  |
| 2010 | Ванкувер         | 52  | 43  | 53 | —  | —   | н/д |
| 2014 | Сочи             | 51  | 38  | 31 | —  | 12  | —   |
| 2018 | Пхёнчхан         | 76  | 42  | 56 | —  | 17  | —   |
| 2022 | Пекин            | 27  | 39  | 42 | —  | 17  | 18  |

### Участие в Чемпионатах мира
| Год  | Место проведения  | Инд | Спр | Пр  | МС  | Эст | См | Сусм |
| 2009 | ЧМ Пхёнчхан       | 87  | 95  | —   | —   | 16  | 20 | н/д  |
| 2010 | ЧМ Ханты-Мансийск | н/д | н/д | н/д | н/д | н/д | —  | н/д  |
| 2011 | ЧМ Ханты-Мансийск | 77  | 40  | LAP | —   | 17  | 20 | н/д  |
| 2012 | ЧМ Рупольдинг     | 18  | 24  | 35  | 21  | 15  | 17 | н/д  |
| 2013 | ЧМ Нове-Место     | 71  | 41  | 58  | —   | 22  | 21 | н/д  |
| 2015 | ЧМ Контиолахти    | 33  | 22  | 23  | 17  | 19  | 21 | н/д  |
| 2016 | ЧМ Хольменколлен  | 21  | 47  | 44  | —   | 19  | 19 | н/д  |
| 2017 | ЧМ Хохфильцен     | 49  | 74  | —   | —   | 20  | 15 | н/д  |
| 2019 | ЧМ Эстерсунд      | 34  | 39  | 26  | —   | 19  | 15 | 17   |
| 2020 | ЧМ Антхольц       | 34  | 77  | —   | —   | 21  | 20 | 13   |
| 2021 | ЧМ Поклюка        | 61  | 59  | 56  | —   | 15  | 20 | 18   |